# Kosulka

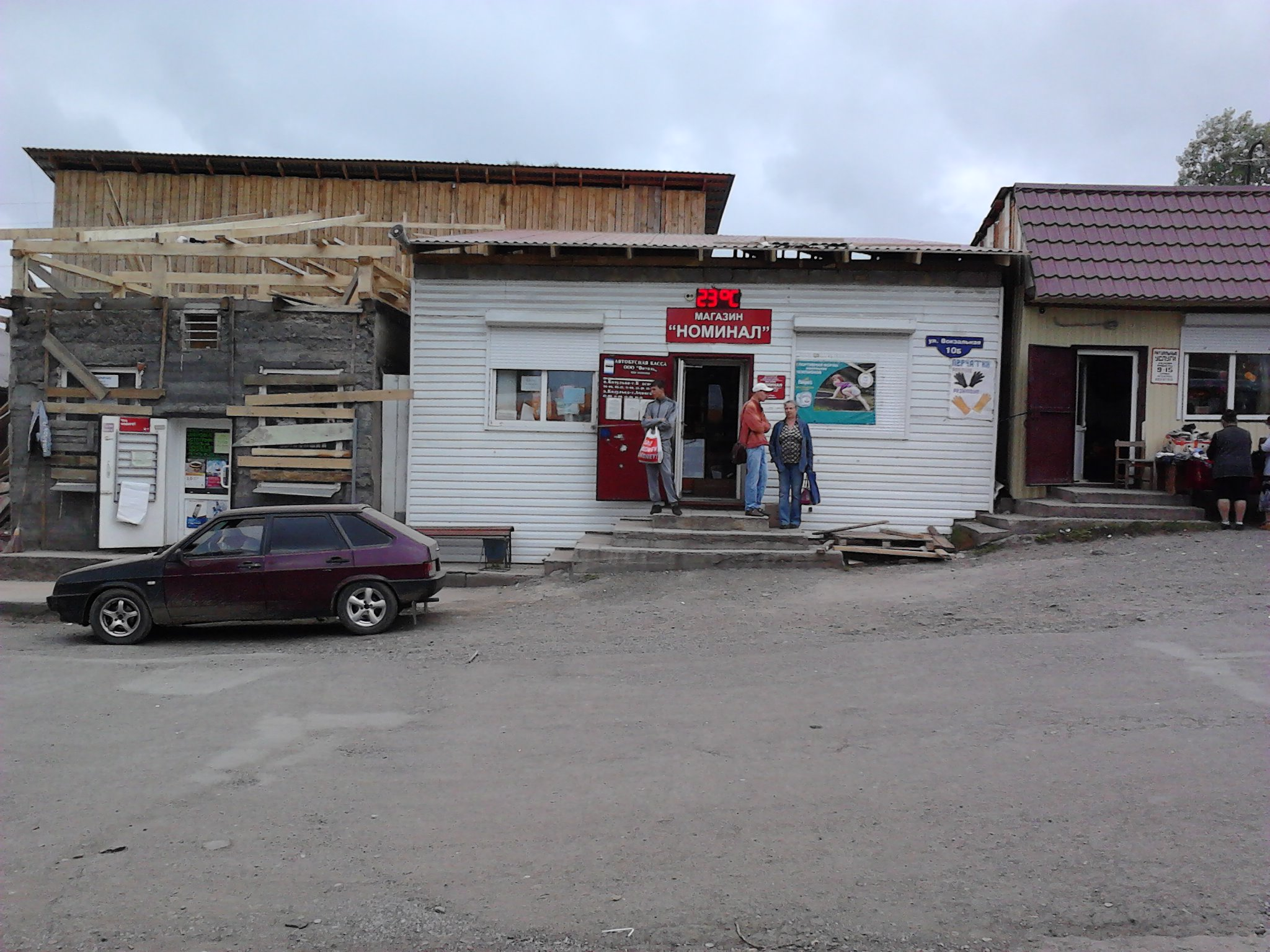
Kosulka (2012)

Kosulka (russisch Козу́лька) ist eine Siedlung städtischen Typs in der Region Krasnojarsk in Russland mit 7998 Einwohnern (Stand 14. Oktober 2010).

## Geographie
Der Ort liegt knapp 100 km Luftlinie westlich des Regionsverwaltungszentrums Krasnojarsk. Er befindet sich zwischen den Flüsschen Kamenka (auch Talowaja genannt) und Tscherjomuschka, die zum gut 10 km östlich verlaufenden rechten Tschulym-Nebenfluss Kemtschug abfließen.
Kosulka ist Verwaltungszentrum des Rajons Kosulski sowie Sitz der Stadtgemeinde (gorodskoje posselenije) Possjolok Kosulka, zu der außerdem die etwa 15 km nordöstlich gelegene Siedlung Kedrowy gehört.

## Geschichte
Der Ort wurde 1892 im Zusammenhang mit den beginnenden Bauvorbereitungen für den mittelsibirischen Abschnitt der Transsibirischen Eisenbahn gegründet. Am 4. April 1924 wurde Kosulka Verwaltungssitz eines nach ihm benannten Rajons, seit 1962 besitzt es den Status einer Siedlung städtischen Typs.

### Bevölkerungsentwicklung
| Jahr | Einwohner |
| ---- | --------- |
| 1939 | 3633      |
| 1959 | 4336      |
| 1970 | 7393      |
| 1979 | 7688      |
| 1989 | 8910      |
| 2002 | 8800      |
| 2010 | 7998      |

Anmerkung: Volkszählungsdaten

## Verkehr
Kosulka liegt an der Transsibirischen Eisenbahn (Streckenkilometer 3980 ab Moskau), die auf diesem Abschnitt 1899 eröffnet wurde und seit 1959 elektrifiziert ist. Nördlich wird die Siedlung von der föderalen Fernstraße R255 Sibir (ehemals M53) umgangen, die Nowosibirsk mit Irkutsk verbindet und Teil der transkontinentalen Straßenverbindung ist.